# Hufterproof

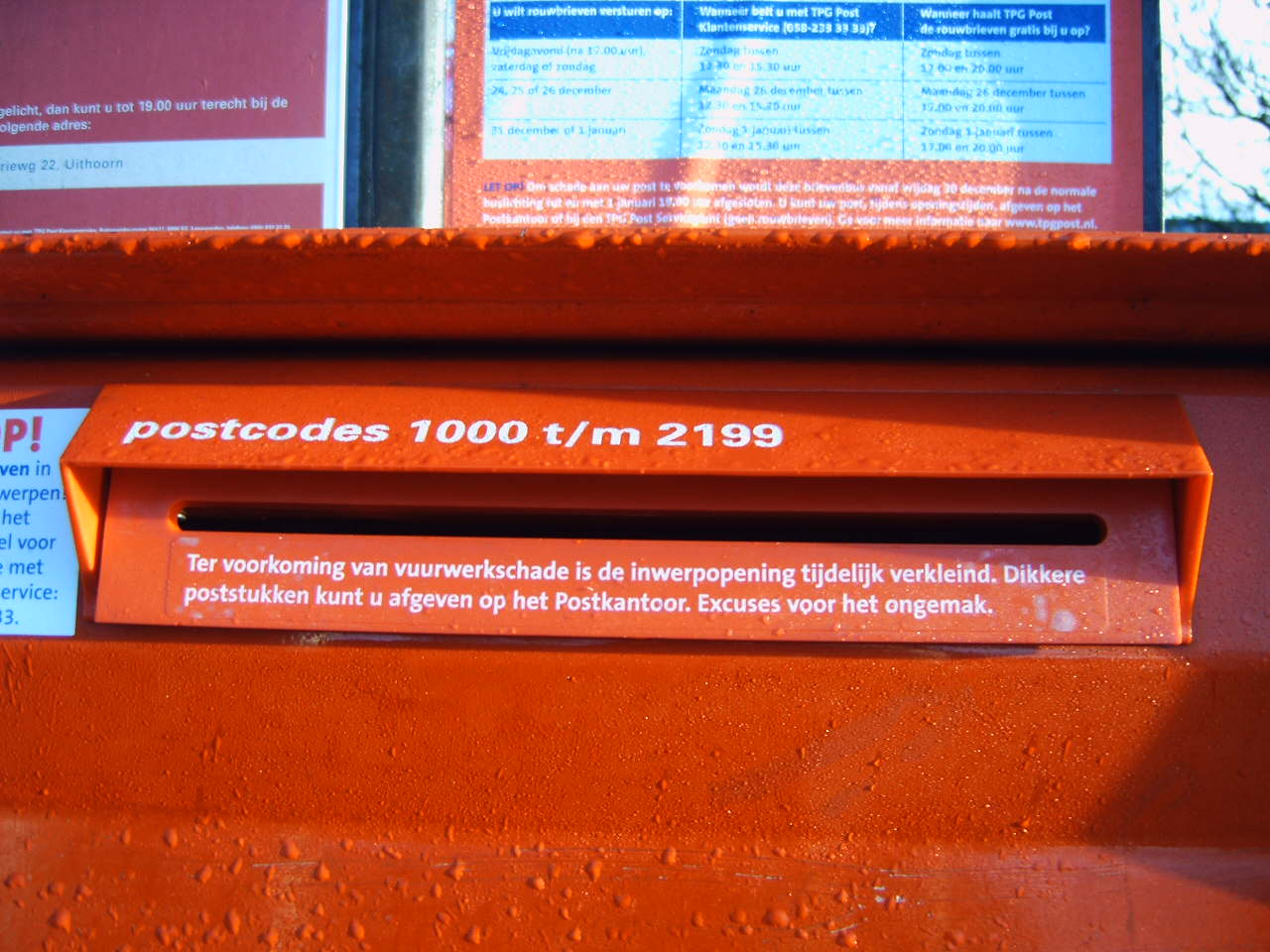
Hufterproof gemaakte brievenbus rond de jaarwisseling

Hufterproof betekent zoveel als "bestand tegen vandalisme". De term wordt vooral toegepast op (de constructie van) gebouwen, van hun inrichting en (de bevestiging van) straatmeubilair en kunstwerken in de openbare ruimte. 
De maatregelen die getroffen moeten worden om objecten hufterproof te maken kunnen verstrekkende gevolgen hebben voor het ontwerp en de kostprijs, waardoor uiteindelijk de realiseerbaarheid onder druk komt te staan. Ook de acceptatie van de objecten kan eronder leiden, want de kans is groot dat het uiteindelijke resultaat ook onpersoonlijker, killer en anoniemer wordt.
Als kritiek op hufterproof ontwerpen wordt weleens geopperd dat het de verkeerde aanpak is en niet de objecten veranderd moeten worden, maar het gedrag van de hufters moet worden aangepakt en dat hufterproof ontwerpen een bepaalde mate van tolerantie voor dit gedrag impliceert.

## Etymologie
Hufterproof is een samenstelling bestaande uit het scheldwoord hufter ('iemand die asociaal gedrag vertoont') en het Engelse proof naar analogie van bijvoorbeeld waterproof of foolproof. Het volledig Nederlandstalige alternatief hufterbestending komt regelmatig voor in algemeen taalgebruik; de variant huftervast is daarentegen zeer zeldzaam.
De vroegste vindplaats van het woord hufterproof is in dagblad De Tijd, van 11 oktober 1972. In een artikel, geciteerd uit het mededelingenblad van de Landbouwhogeschool in Wageningen, wordt van audiovisuele hulpmiddelen bedoeld voor niet-technici gezegd dat ze hufterproof zijn.

## Studentproof
Studentproof is een gerelateerde, oudere term (de eerste vindplaats is al in 1966) die vooral in en om onderwijsinstellingen en studentenhuizen gebezigd wordt en een vergelijkbare betekenis heeft, maar met een iets minder negatieve lading: het bestand zijn tegen dronken of anderszins jolige en nonchalant met hun omgeving omspringende studenten. Deze term wordt ook regelmatig gebruikt bij criteria voor het ontwerp van laboratorium- of andere practicumapparatuur en softwareconfiguraties van computersystemen waar studenten op moeten werken.
Het element "student" wordt in deze samenstelling door sommigen uitgesproken als het Nederlandse woord, door anderen als het Engelse. In het laatste geval zou de samenstelling nog als een leenwoord kunnen worden beschouwd, en dan ook als twee woorden kunnen worden geschreven. Deze spelling komt inderdaad voor naast de spelling als één woord.

## Soldierproof
Een andere vergelijkbare term is soldierproof, wat in het Nederlands met "soldaatbestendig" vertaald kan worden. Deze term wordt soms gebruikt om aan te geven dat militaire uitrusting bestand is tegen de manier waarop een gemiddelde soldaat ermee omgaat en de grote slijtage waaraan militaire uitrusting onderhevig kan zijn tijdens oefeningen of echte operaties.
Een andere gangbare term die internationaal gebruikt wordt is MILSPEC (of MIL-SPEC) om aan te duiden dat het betreffende voorwerp voldoet aan militaire specificaties. Deze specificaties omschrijven onder andere dat MILSPEC-voorwerpen van minimaal één meter hoogte moeten kunnen vallen zonder dat de werking van het voorwerp beïnvloed wordt.